# Snotten
Snotten är en sjö i Rättviks kommun i Dalarna och ingår i Ljusnans huvudavrinningsområde. Sjön har en area på 1,73 kvadratkilometer och ligger 292 meter över havet. Sjön avvattnas av vattendraget Snottenån.

## Delavrinningsområde
Snotten ingår i det delavrinningsområde (681783-146731) som SMHI kallar för Utloppet av Snotten. Medelhöjden är 302 meter över havet och ytan är 9,2 kvadratkilometer. Det finns ett avrinningsområde uppströms, och räknas det in blir den ackumulerade arean 21,66 kvadratkilometer. Snottenån som avvattnar avrinningsområdet har biflödesordning 4, vilket innebär att vattnet flödar genom totalt 4 vattendrag innan det når havet efter 162 kilometer. Avrinningsområdet består mestadels av skog (45 procent) och sankmarker (22 procent). Avrinningsområdet har 1,73 kvadratkilometer vattenytor vilket ger det en sjöprocent på 18,8 procent.